# Gobierno Metropolitano de Tokio
El Gobierno Metropolitano de Tokio es un organismo público gubernamental que rige sobre las urbanizaciones contenidas en la Metrópolis de Tokio, Japón. En general, toma la administración de los servicios generales de los 23 barrios especiales, 26 ciudades, 8 villas y 5 pueblos que componen la Metrópolis de Tokio; mientras que los gobiernos locales comúnmente administran los servicios más cercanos a la población o de interés local.
El poder ejecutivo del Gobierno Metropolitano de Tokio recae en el gobernador, quien es electo por los ciudadanos para un período de cuatro años.
El principal órgano de representantes es la Asamblea Metropolitana de Tokio, compuesta de 127 representantes electos por un período de cuatro años. La Asamblea tiene la facultad de emitir, ejercer o rechazar ordenanzas públicas; verificar la asignación del presupuesto público, y ratificar a quienes son propuestos por el gobernador, como el vicegobernador y el contralor general de Tokio. Como representantes de la población, la Asamblea tiene también la facultad de investigar e inspeccionar todos los aspectos relacionados con la administración pública de la metrópolis.

## Relación con los barrios especiales
Debido a la alta densidad poblacional de las 23 barrios especiales en la Metrópolis de Tokio, la relación de sus gobiernos locales con el Gobierno Metropolitano de Tokio, tiene una estructura diferente a la relación que hay en el resto del país entre un gobierno local y el de una prefectura o metrópolis. Por ejemplo, el Gobierno Metropolitano de Tokio administra los servicios generales, como drenaje y bomberos. Los gobiernos locales administran servicios cercanos al público, como la recolección de basura y las escuelas primarias. Este esquema ha dado mayor eficiencia a la atención que reciben los ciudadanos por parte del gobierno. Fue creado en 1947 con la creación de los barrios especiales previendo los ajustes presupuestales que deben hacerse entre ambos niveles de gobierno; y reformado en 1998 y 2000 para optimizar la autonomía fiscal de los gobiernos locales.